# لوون سایان
لوون سایان (ارمنی: Լևոն Սայան؛ زادهٔ ۱۷ دسامبر ۱۹۳۴) تهیه‌کننده موسیقی، و خواننده اپرا فرانسوی ارمنی‌تبار است.

## زندگی‌نامه
لوون سایان در اکس-آن-پرووانس فرانسه به دنیا آمد. والدین از اهالی نجات‌یافته سیواس در جریان نسل‌کشی ارمنی‌ها بودند. وی در ارتش فرانسه در هندوچین خدمت نمود. در سال ۱۹۵۶ به ایالات متحده آمریکا نقل مکان نمود.
در تاریخ ۲۳ مه ۲۰۰۳ در جریان در پذیرایی ویژه توسط رئیس‌جمهور ارمنستان روبرت کوچاریان مدال موسس خورناتسی به وی اهدا شد.
وی همچنین برنده نشان شوالیه لژیون دونور شده است.